# Cameron (Nowy Jork)
Cameron – miasto w Stanach Zjednoczonych, w stanie Nowy Jork, w hrabstwie Steuben.